# Liga de Simulação
A Liga de Simulação é uma competição de simulação de futebol que se realiza a nível internacional no evento RoboCup e em Portugal no evento Festival Nacional de Robótica (Esta prova qualifica as equipas portuguesas para a prova RoboCup Simulation League).

## Descrição
Nesta liga não existem robôs/agentes físicos, todo o ambiente e agentes são simulados. Um simulador fornece aos agentes todos os dados que seriam obtidos na realidade através dos seus sensores e calcula o resultado das acções de cada agente.
Duas equipas, de 11 jogadores virtuais cada, defrontam-se numa simulação de um jogo de futebol. O jogo é baseado num simulador de computador que fornece uma simulação realista das acções e dos sinais adquiridos pelos sensores dos agentes/jogadores virtuais. Nesta liga não existem robôs mas os espectadores podem ser seguir o desenrolar do jogo em ecrans o qual parece um jogo de computador.
Cada agente é um processo separado que envia comandos de movimento e comunicação ao computador servidor, relativos ao jogador que representa, recebendo também a informação acerca do seu estado, incluindo as observações sensoriais (parciais e com ruido) do ambiente circundante. Uma equipa nesta liga consiste num conjunto de programas de computador que implementam os 11 jogadores envolvidos, os quais podem ter as suas próprias características e estratégias de jogo, individuais e cooperativas.
A liga de simulação está actualmente dividida em três competições: a competição 2D, a competição Treinador e, mais recentemente foi incluída, a competição 3D. Um dos objectivos da competição 3D consiste em simular agentes com corpos articulados - versão simulada dos robôs humanóides.

## Equipes Brasileiras
- «GEAR - Grupo de Estudos Avançados em Robótica - EESC - USP São Carlos»